# Celosia
- Commons
- Wikispecies

Celosia L. é um gênero botânico da família Amaranthaceae.

## Espécies
- Celosia cristata
- Celosia nitida
- Celosia palmeri
- Celosia plumosa
- Celosia trigyna
- Celosia virgata
- Lista completa

## Classificação do gênero
| Sistema | Classificação                      | Referência               |
| ------- | ---------------------------------- | ------------------------ |
| Linné   | Classe Pentandria, ordem Monogynia | Species plantarum (1753) |